# مؤسسة زايد للأعمال الخيرية والإنسانية
مؤسسة زايد للأعمال الخيرية والإنسانية هي مؤسسة غير ربحية تأسست عام 1992 بمرسوم أميري لتساهم بدعم المراكز والأعمال الثقافية والتعليمية والإنسانية والعلمية والدينية في داخل دولة الإمارات وخارجها.و تصل مساعداتها إلى أكثر من 177 دولة في مختلف القارات

## تأسيس المؤسسة
تأسست مؤسسة زايد للأعمال الخيرية، والإنسانية بمرسوم أميري عام 1992م على يد مؤسسها وصاحب مكرمتها الشيخ زايد بن سلطان آل نهيان الذي خصص لها وقفاً بلغ مليار دولار أمريكي ليعود ريعه على المشاريع والأنشطة والفعاليات الخيرية والإنسانية داخل الدولة وخارجها.

## أهداف المؤسسة
- الإسهام في إنشاء ودعم المراكز الثقافية والإنسانية والبحث العلمي والمؤسسات التي تهتم بالتوعية والتعريف الصحيح بالدين والعادات والآداب الوطنية والحضارية، وإسهامات العلماء في تطوير الحضارة الإنسانية عموماً.
- الإسهام في إنشاء ودعم المدارس ومعاهد التعليم العام والعالي ومراكز البحث العلمي والمكتبات العامة ومؤسسات التدريب المهني، وتقديم المنح الدراسية وزمالات التفرغ العلمي ودعم جهود التأليف والترجمة والنشر.
- الإسهام في إنشاء ودعم المستشفيات والمستوصفات ودور التأهيل الصحي وجمعيات الإسعاف الوطني ودور رعاية الأيتام ورعاية الأطفال ومراكز المسنين وذوي الاحتياجات الخاصة.
- الإسهام في إغاثة المناطق المنكوبة من جرّاء الكوارث الاجتماعية والطبيعية كالمجاعات والزلازل والفيضانات والعواصف والحروب والجدب، ودعم الأبحاث والجهود التي تحاول رصد احتمالاتها والاحتياط لمواجهتها واحتوائها.
- إنشاء الجوائز العلمية المحلية والعالمية التي تكرم العلماء والباحثين والعاملين على خدمة المجتمع والبشرية بما يقدمون من دراسات أو اكتشافات أو جهود علمية رائدة لدفع المضرات وجلب المصالح وتحقيق التقدم والازدهار لبني الإنسان.

## الرؤية
«إننا نؤمن بأن خير الثروة التي حبانا الله بها يجب أن يعم أصدقاءنا وأشقاءنا»
(زايد بن سلطان)

## الرسالة
«إن الإنسان هو أساس أية عملية حضارية.. اهتمامنا بالإنسان ضروري لأنه محور كل تقدم حقيقي مستمر مهما أقمنا من مباني ومنشآت ومدارس ومستشفيـات.. ومهما مددنا من جسور وأقمنا من زينات فإن ذلك كله يظل كياناً مادياً لا روح فيه... وغير قادر على الاستمرار.. إن روح كل ذلك الإنسان. الإنسان القادر بفكره، القادر بفنه وإمكانياته على صيانة كل هذه المنشآت والتقدم بها والنمو معها»
(زايد بن سلطان)

## العلاقات الدولية
تبذل المؤسسة أقصى جهودها لدعم العمل الخيري والإنساني في إطار الشراكة مع المنظمات الدولية والإقليمية، إذ تقوم بعض هذه المنظمات بإنجاز مشاريع وبرامج محددة نيابة عن المؤسسة وفقاً للشروط والقواعد التي يتم توضيحها في اتفاقيات ومذكرات تفاهم. كما تتمثل هذه الشراكة بتبادل المعلومات والاستفادة من الخبرات. والجهات المعنية بهذه الشراكة هي:
- برنامج الأمم المتحدة الإنمائي (UNDP)
- المفوضية العليا للأمم المتحدة لشؤون اللاجئين (UNHCR)
- وكالة الأمم المتحدة لغوث وتشغيل اللاجئين الفلسطينيين (UNRWA)
- منظمة الأمم المتحدة للتربية والعلم والثقافة (UNESCO)
- منظمة التعاون الإسلامي (OIC)
- منظمة الصحة العالمية (WHO)
- منظمة الأمم المتحدة للطفولة (UNICEF)

## أهم المشاريع داخل دولة الإمارات
قامت المؤسسة منذ نشأتها بتقديم العديد من المساعدات الحيوية لعدد من المراكز الصحية والمستشفيات في أبوظبي والإمارات الشمالية، ومنها تقديم سيارات الإسعاف وبنك الدم المتنقل وجهاز التصوير بالرنين المغناطيسي لمستشفى أم القيوين، بالإضافة إلى تزويد مكتبتيْ مستشفى الجزيرة والمفرق بأهم الكتب والمراجع العلمية المتخصصة؛ علاوة على ذلك، شرعت المؤسسة إلى إنشاء العديد من المساجد في الإمارات الشمالية ومدينتيْ [[العيين والشارقة.

### مبنى مقر المؤسسة الجديد
يشمل مقر المؤسسة الجديد الذي افتتح عام 2010م طابقاً تحت الأرض يضم مرآباً للموظفين ومخازن، وطابقاً أرضياً وميزانين، بالإضافة إلى خمسة طوابق متكررة. كما تتيح المساحة الخارجية للمبنى مواقف إضافية تتسع لعدد 26 سيارة. بلغت تكلفة المشروع حوالي 55 مليون درهم.

### مركز ذوي الإحتياجات الخاصة في إمارة رأس الخيمة
يهدف المشروع إلى الاهتمام بفئة ذوي الاحتياجات الخاصة، والارتقاء بمستوى الخدمات الطبية والتعليمية التي تقدم لهم. وقد أنشئ المركز على أحدث طراز معماري ويتكون من صالة متعددة الأغراض ومرافق إدارية وطبية وأجنحة خاصة بالمرضى. وقد تم افتتاح المبنى في عام 2009م وبلغت تكلفته 13,580,000 درهم.

### مراكز الخدمات الاجتماعية في الإمارات الشمالية
يعتبر هذا المشروع من أهم المشاريع التي أقامتها المؤسسة في الإمارات الشمالية ويعني بالاهتمام بفئة كبار السن الذين أفنوا زهرة شبابهم في خدمة البلاد.
ويهدف هذا المشروع إلى دعم جهود الدولة في توفير مراكز لرعاية المسنين والاهتمام بهذه الشريحة الغالية من المواطنين، بغية تقديم سبل الرعاية الصحية والاجتماعية الملائمة لهم وفقاً لتعاليم الدين الإسلامي الحنيف.
بلغت التكلفة المالية لكل مركز حوالي 20 مليون درهم، أي بتكلفة إجمالية تقدر بـ 60 مليون درهم، وقد تم إنجاز المشروع بالكامل عام 2011م، وتم تسليمه إلى وزارة الشؤون الاجتماعية لتسييره.

### برنامج صيانة مساكن المواطنين في الإمارات الشمالية
يهدف البرنامج إلى توفير السكن الملائم للمواطن، وذلك عن طريق صيانة وتوسعة المساكن وفق السياسات والمعايير المعتمدة، وتنفيذ سياسة وإستراتيجية المؤسسة بما يحقق رؤيتها ورسالتها. يستهدف البرنامج المواطنين من ذوي الدخل المحدود في الإمارات الشمالية.

## أهم المشاريع في الدول العربية
| م | المشروع                            | البلد                   | التكلفة       | نبذة عن المشروع |
| - | ---------------------------------- | ----------------------- | ------------- | --- |
| 1 | تأهيل مدارس الضفة الغربية          | فلسطين                  | 22,026,000.00 | يهدف المشروع إلى تأهيل المدارس في الضفة الغربية وقطاع غزة بشكل يطوِِّر من العملية التعليمية ويجعلها أكثر سهولة، تمَّ إنجاز المشروع في عام 2008. |
| 2 | مستشفى زايد للأمومة والطفولة صنعاء | اليمن                   | 24,878,367.00 | يتكون المشروع من مبنى من ستة أدوار بمساحة إجمالية تقدر بحوالي 10 ألاف متر مربع ويحتوى على قسم لأمراض النساء والولادة، قسم الأطفال، قسم الطوارئ والعناية المركزة والمختبرات بعدد إجمالي يصل إلى 150 سريراً. تم إنجاز المشروع في عام 2008.                                     |
| 3 | حفر الآبار                         | اليمن                   | 7,342,000.00  | يهدف المشروع إلى مقاومة آثار الجفاف في المناطق القاحلة في اليمن وتوفير مياه الشرب للسكان في المناطق التي تعرضت للجفاف، تمَّ إنجاز المشروع في عام 2009. |
| 4 | مسجد الشيخ زايد                    | المغرب                  | 15,697,000.00 | يأتي المشروع في إطار اهتمام المؤسسة بصيانة وتوسعة وبناء بيوت الله ويهدف إلى توفير أماكن مناسبة للعبادة وقد تم بناؤه على أحدث طراز معماري، تمَّ إنجاز المشروع عام 2009. |
| 5 | مكتبة الشيخ زايد في جامعة المنار   | لبنان                   | 11,013,000.00 | يهدف المشروع إلى إقامة مكتبة مركزية تحتوي على معظم الكتب والمراجع والدوريات الهامة وتكون مفتوحة للطلاب وللعموم للمساهمة في رفع الوعي وتمتين المستوى الثقافي والعلمي لجميع فئات المجتمع. وهي مزودة بكل الوسائل السمعية والبصرية والعلمية اللازمة. تم إنجاز المشروع عام 2006. |
| 6 | مستشفى المعروف موروني              | جمهورية القمر الاتحادية | 6,607,800.00  | يأتي المشروع في إطار اهتمام المؤسسة ببناء المستشفيات وتطوير الخدمات الصحية وخاصة في جمهورية القمر الاتحادية التي تعد من الدول العربية الفقيرة التي تحتاج للمساعدات في المجال الصحي والاجتماعي. تم إنجاز المشروع عام 2005.                                                   |

بالإضافة إلى المشاريع التالية:
- معهد تعليم اللغة العربية لغير الناطقين بها في مصر، والمعهد مكون من مكتبة وقاعة محاضرات ومبنى الإدارة، تم إنجاز المشروع عام 2010.
- مدرسة زايد طرابلس في لبنان، تتكون من 4 طوابق، و24 غرفة دراسية وملاحق ومكاتب للإدارة، ومطعم، ويهدف المشروع إلى توفير موارد للإنفاق منها على فعاليات وأنشطة بيت الزكاة. وتم إنجاز المشروع عام 2010.
- مشروع ترميم المعاهد الأزهرية في مصر، تم إنجاز المشروع عام 2007.

## أهم المشاريع في الدول الأفريقية
| م | المشروع                      | البلد    | التكلفة (بالدرهم الإماراتي) | نبذة عن المشروع |
| - | ---------------------------- | -------- | --------------------------- | --- |
| 1 | جامعة آدم بركة في أبشي       | تشاد     | 9,361,050.00                | يهدف المشروع للنهوض بالمستوى العلمي ودعم سياسة الحكومة التشادية في جعل اللغة العربية لغة رسمية للبلاد. تم إنجاز المشروع عام 2004.                                                           |
| 2 | وقف مركز زايد لرعاية الأيتام | كينيا    | 5,506,500.00                | المشروع عبارة عن مجمع تجاري وقاعة متعددة الأغراض لدعم جهود المركز في توسيع خدماته المقدمة للأيتام بإقامة وقف متنوع في ممباسا للإنفاق منه على تغطية نفقات المركز. تمَّ إنجاز المشروع عام 2009. |
| 3 | المسجد الجامع                | كينيا    | 22,026,000.00               | يهدف المشروع إلى توفير أماكن مناسبة للصلاة للمسلمين ويقع المسجد في موقع متميز في العاصمة نيروبي وذلك ليتمكن أكبر عدد من المصلين الصلاة فيه. تم إنجاز المشروع عام 1999.                      |
| 4 | المركز الإسلامي              | موريشيوس | 734,200.00                  | يهدف المشروع إلى توفير الأماكن المناسبة للمسلمين للإلتقاء وأداء الشعائر الدينية والثقافية وإقامة المناسبات الاجتماعية. تم إنجاز المشروع عام 2007.                                           |
| 5 | حفر الآبار                   | أثيوبيا  | 7,342,000.00                | يهدف المشروع إلى مقاومة آثار الجفاف في المناطق القاحلة في إثيوبيا وتوفير مياه الشرب للسكان في المناطق التي تعرضت للجفاف. تمَّ إنجاز المشروع في عام 2009.                                      |

بالإضافة إلى المشاريع التالية:
- مشروع مركز زايد الثقافي (مسجد النور) أديس أبابا، أثيوبيا، تم إنجاز المشروع عام 2009.
- مركز زايد الإقليمي لإنقاذ البصر في "غامبيا"، ويتكون المركز من قسم لعلاج المرضى، وقسم للتدريب على طرق العلاج والوقاية من أمراض العيون، تم إنجاز المشروع عام 2007.
- كلية زايد للعلوم الإدارية والقانونية «باماكو مالي»، وهو كلية جامعية تضم معهد العلوم الاقتصادية، ومعهد الإدارة وعلوم الحاسوب، ومعهد الدراسات القانونية، كما يضم مدرجات ومركز حاسوب، ومعملًا ومستوصفًا ومكتبة ومسجدًا ومطبخًا، تم إنجاز المشروع عام 2009.
- مستشفى «منازي» في تنزانيا، ويهدف لتقديم الخدمات الصحية لأهالي زنجبار، تم إنجاز المشروع عام 1999.
- مسجد الشيخ زايد «كيرا، أثيوبيا»، تم إنجاز المشروع عام 2007.
- مركز التدريب الصناعي، وسكن لذوي الاحتياجات الخاصة «كيرلا، الهند»، يهدف لتدريب ذوي الاحتياجات الخاصة واليتامى على حرف تعينهم على تأمين دخل، ورفع مستواهم الاقتصادي، تم إنجاز المشروع عام 2009.
- معهد البنين والبنات «كالكتا، الهند»، ويهدف لتدريب الطلاب على مهارات ترفع مستواهم الاقتصادي، تم إنجاز المشروع عام 2009.
- كلية زايد للبنات «نيودلهي، الهند»، وتوفر التعليم الإعدادي والثانوي والجامعي لأكثر من 2500 طالبة، تم إنجاز المشروع عام 2005.
- إعادة بناء مسجد «الهولو» في الفلبين، تم إنجاز المشروع عام 2005.
- مبنى كلية زايد للحاسوب «شيتاغونج» في بنغلادش، تم إنجاز المشروع عام 2009.
- مركز الدراسات العربية «بكين، الصين»، تم إنجاز المشروع عام 1995.
- مستشفى زايد للأمومة والطفولة «كابول، أفغانستان»، وتم إنجازه عام 2010.
- المشروعات التعليمية «كشمير، باكستان»، تم تنفيذ المشروع بالتعاون مع اليونسكو، وتم من خلاله إعادة بناء وتجهيز المدارس التي تضررت من الزلازل، كما عمل على تدريب المعلمين لرفع المستوى التعليمي، تم إنجاز المشروع عام 2010.
- فصول الجامعة الإسلامية «دكا، بنغلادش»، أنجز عام 2010.

## المشاريع في الدول الأوروبية
| م | المشروع                              | البلد           | التكلفة (بالدرهم الإماراتي) | نبذة عن المشروع |
| - | ------------------------------------ | --------------- | --------------------------- | --- |
| 1 | كرسي الأستاذية للدراسات الإسلامية    | بريطانيا        | 11,013,000.00               | يهدف المشروع إلى تقديم العلوم الصحيحة للمسلمين وغيرهم من الباحثين في بريطانيا ويختص بدراسة الحضارة الإسلامية دون غيرها في جامعة أكسفورد. تمَّ إنجاز المشروع عام 2008.      |
| 2 | المراكز الثقافية                     | البوسنة والهرسك | 1,835,500.00                | يهدف المشروع إلى إقامة ثلاثة مراكز للشباب لتعليم المهن والمهارات اللازمة وقضاء أوقات الفراغ بشكل إيجابي ومفيد حرصاً على إعادة توطين البوسنيين. تمَّ إنجاز المشروع عام 2008. |
| 3 | ترميم الأكاديمية الإسلامية في بروكسل | بلجيكا          | 1,725,370.00                | يأتي المشروع في إطار الاهتمام بجانب التنمية التعليمية في الغرب خاصة للجاليات العربية والإسلامية. تمَّ إنجاز المشروع في عام 2008.                                           |
| 4 | كلية الدراسات الإسلامية في برشتينا   | كوسوفا          | 7,342,000.00                | يهدف المشروع إلى مساندة جهود حكومة كوسوفا لدعم العملية التعليمية. ويتكون المشروع الذي أنجز عام 2010 من كلية جامعية متكاملة ومبنى للإدارة.                                |
| 5 | برامج إعادة التعمير                  | البوسنة والهرسك | 5,506,500.00                | يأتي المشروع في إطار مشاريع إعادة الإعمار لتوفير مساكن للاجئين البوسنيين بغية عودتهم إلى وطنهم. وقد نفذ المشروع بالتعاون مع منظمة UNDP وأُنجِز عام 2010.                   |

بالإضافة إلى المشاريع التالية:
- مسجد «الفاطر شيكاغو، أمريكا»، يحتوي المسجد على أماكن للصلاة، ومكتبة، وقاعة اجتماعات، تم إنجاز المشروع عام 1995.
- مركز زايد الثقافي «استكهولم، السويد»، وهو عبارة عن مسجد يتسع لـ 2000 شخص، وتم إنجازه عام 2000.
- كلية زايد للبنات «أوكلاند، نيوزيلاندا»، ويهدف المشروع لتعريف الطالبات المسلمات بتعاليم الإسلام، والحض على الأخلاق الإسلامية، وإعدادهن لما بعد التخرج، وتم إنجازه عام 2001.
- مسجد الشيخ زايد «سلاو، بريطانيا»، وتم إنجازه عام 2001.

## منصة المتطوعين
أطلقت مؤسَّسة زايد بن سلطان آل نهيان للأعمال الخيرية والإنسانية «منصة المتطوعين»، التي تسمح للأفراد بالمساهمة في الفرص التطوُّعية في مشاريع المؤسَّسة داخل الدولة وخارجها.